# Ján Findra
Ján Findra (ur. 25 marca 1934 we wsi Málinec, zm. 6 maja 2019 w Bańskiej Bystrzycy) – słowacki językoznawca. Zajmował się badaniami nad słowackim językiem literackim, zwłaszcza w dziedzinie stylistyki, leksykologii i kultury językowej.

## Życiorys
W latach 1953–1957 studiował język słowacki i historię na Wydziale Nauk Społecznych Wyższej Szkoły Pedagogicznej w Bratysławie.
W latach 1957–1961 nauczał w szkole średniej. W 1966 r. uzyskał stopień kandydata nauk (CSc.) w Instytucie Języka Słowackiego Słowackiej Akademii Nauk (SAV), na podstawie pracy Jašíkova cesta k syntéze. W 1969 r. uzyskał „mały doktorat” (PhDr.). Habilitował się w 1973 r. na podstawie pracy Kapitoly z formovania a vývinu odborného štýlu v spisovnej slovenčine; od 1975 r. docent. W 1984 r. obronił doktorat (Kontext a stavebné jednotky textu). W 1986 r. został mianowany profesorem języka słowackiego.
Był pierwszym rektorem Uniwersytetu Mateja Bela w Bańskiej Bystrzycy.

## Twórczość (wybór)
- Rozbor štýlu prózy (1971)
- Umenie prednesu (1974)
- Slovník literárnovedných termínov (współautorstwo; 1979, 1987)
- Stavba a prednes rečníckeho prejavu (1989)
- Jazyk, reč, človek (1989)
- Štylistika slovenčiny (2004)